# Hendrik van Orbe
Hendrik van Orbe (circa 1360 - Nicopolis, 28 september 1396) was heer van Orbe, Echallens, Oron, Palézieux en Montagny-le-Corbe. Hij behoorde tot het huis Montfaucon.

## Levensloop
Hendrik was de zoon van heer Stefanus van Montfaucon, eveneens graaf van Montbéliard, en diens echtgenote Margaretha, dochter van heer Jan II van Chalon-Arlay. Hij was heer van Orbe, Echallens, Oron, Palézieux en Montagny-le-Corbe.
Hij nam deel aan veldtochten in Vlaanderen en Wallis. In 1393 werd Hendrik kamerheer van Filips de Stoute, hertog van Bourgondië. In 1396 nam hij deel aan de kruistocht van koning Sigismund van Hongarije tegen het Ottomaanse Rijk. Hendrik sneuvelde echter in de Slag bij Nicopolis. 
Door zijn overlijden had zijn vader geen mannelijke nakomelingen meer. Na diens dood in 1397 stierf het huis Montfaucon uit in mannelijke lijn. Het graafschap Montbéliard kwam door het huwelijk van Hendriks dochter Henriëtte met graaf Everhard IV van Württemberg in het huis Württemberg terecht.

## Huwelijken en nakomelingen
In 1383 huwde Hendrik met zijn eerste echtgenote Maria (overleden in 1394), dochter van heer Wouter VI van Châtillon. Ze kregen volgende kinderen:
- Henriëtte (1383/1387-1444), huwde in 1407 met graaf Everhard IV van Württemberg
- Margaretha (overleden in 1410), huwde in 1398 met Humbert van Villersexel, graaf van La Roche-en-Montagne
- Johanna (overleden in 1445), huwde in 1411 met Lodewijk II van Chalon-Arlay
- Agnes (overleden in 1439), huwde in 1398 met heer Diederik VIII van Neuchâtel

In 1396 hertrouwde hij met Beatrix, dochter van graaf Hendrik IV van Fürstenberg. Dit huwelijk bleef kinderloos.
Ook had hij nog drie buitenechtelijke kinderen: Stefanus, Jan en Catharina.